# Ching-Te (kráter)

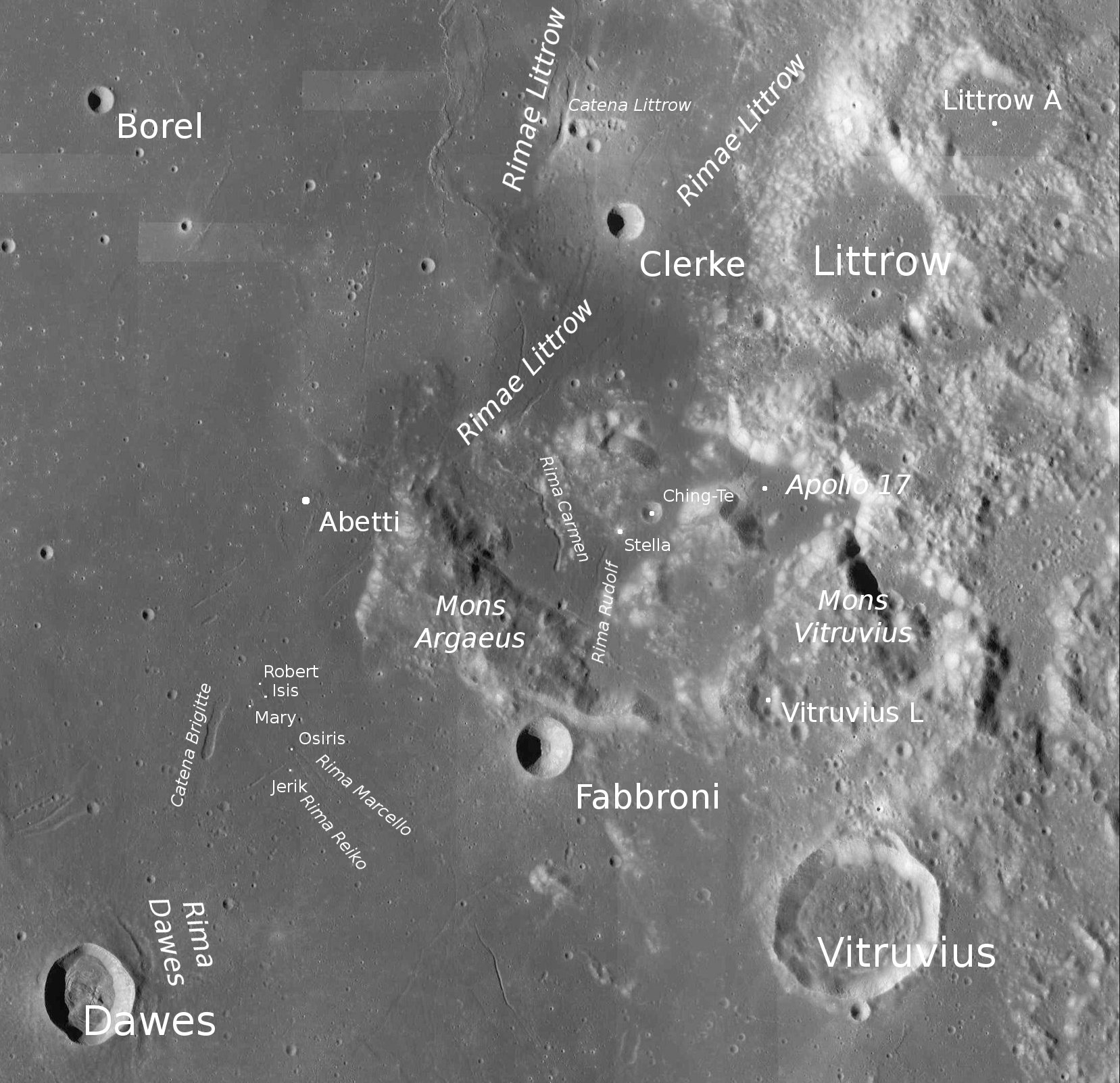
Kráter Ching-Te a okolí (přibližně uprostřed snímku)

Ching-Te je malý impaktní kráter nacházející se v hornaté oblasti východně od Mare Serenitatis (Moře jasu) na přivrácené straně Měsíce. Má průměr 3,9 km. Není pojmenován dle zvyklostí podle osoby, nýbrž podle čínského mužského jména. Má kruhový obvod a miskovitý tvar. V údolí cca 20 km východně se nachází místo přistání americké expedice Apollo 17.
Jihozápadně leží horský masiv Mons Argaeus a kráter Fabbroni, severně kráter Clerke a soustava brázd Rimae Littrow.